# Przydol
| System                         | Oddział  | Piętro   | Wiek (mln lat) |
| ------------------------------ | -------- | -------- | -------------- |
| Dewon                          | Dolny    | lochkow  | młodsze        |
| Sylur                          | przydol  | przydol  | 423–419,2      |
| Sylur                          | ludlow   | ludford  | 425,6–423      |
| Sylur                          | ludlow   | gorst    | 427,4–425,6    |
| Sylur                          | wenlok   | homer    | 430,5–427,4    |
| Sylur                          | wenlok   | szejnwud | 433,4–430,5    |
| Sylur                          | landower | telicz   | 438,5–433,4    |
| Sylur                          | landower | aeron    | 440,8–438,5    |
| Sylur                          | landower | ruddan   | 443,8–440,8    |
| Ordowik                        | Późny    | hirnant  | starsze        |
| Podział według IUGS, luty 2017 |          |          |                |

Przydol (ang. Pridoli)
- w sensie geochronologicznym – czwarta epoka syluru, trwająca około 3,8 miliona lat (od 423,0 ± 2,3 do 419,2 ± 3,2 mln lat temu). Przydol nie jest dzielony na wieki.

- w sensie chronostratygraficznym – najwyższy oddział syluru. Nazwa pochodzi od Přidoli (w południowej części Pragi, Czechy). Przydol nie jest dzielony na piętra. Stratotyp dolnej granicy przydolu znajduje się w kamieniołomach Požary w Reporyjach (SW Praga). Granicę wyznacza pierwsze wystąpienie graptolita Monograptus parultimus Jaeger, 1975.

W starszej literaturze opisywany terminami postludlow albo preżedyn.